# КК Слодес
Кошаркашки клуб Слодес је кошаркашки клуб из Београда који се тренутно такмичи у Кошаркашкој лиги Србије.

## Опште информације
Клуб је основан 2009. године. У почетку је играо у Трећој лиги, а завршио је на првом месту у сезони 2019/20. пре отказивања сезоне. Након тога, клуб је промовисан у Другој лиги Србије у сезони 2020/21. У сезони 2021/22. клуб је ушао у Кошаркашку лигу Србије.
Слодес на домаћем терену игра у Хали Слодес, која се налази у Старом Кошутњаку у београдској општини Раковица, а саграђена је 1995. године.  Хала је капацитета 2.000 седећих места.

## Спонзорства
Клуб је сезони 2020/21. променио име због спонзорских разлога :
- Слодес Сокербет (2020—2021)